# Steve Schirripa
Steve Schirripa (Brooklyn, New York, 3. rujna 1958.) američki je filmski i televizijski glumac, najpoznatiji po ulozi Bobbyja Baccalierija u HBO-ovoj televizijskoj seriji Obitelj Soprano.

## Vanjske poveznice
- Steve Schirripa u internetskoj bazi filmova IMDb-u (engl.)